# 谢立信
谢立信（1942年12月12日—），山东莱州人，中国眼科学专家，中国工程院院士。

## 生平
1965年毕业于山东医学院。2001年当选为中国工程院院士。